# 주기환
주기환(1960년~)은 대한민국의 검찰수사관 출신 정치인이다. 당적은 국민의힘으로, 2022년 치러진 제8회 전국동시지방선거에 소속 정당의 최대 불모지인 광주광역시장 후보로 출마했으며, 15.90%를 득표하여 더불어민주당 강기정 후보에게 져 낙선하였으나 역대 광주광역시장 보수정당 후보 출마자 중 최초로 선거비 전액 보전을 받았다. 

## 경력
- 광주지방검찰청 수사과장
- 대검찰청 검찰수사관
- 국민의힘 광주광역시당 책임당원
- 호남대학교 사회경영대학 경찰행정학과 초빙교수
- 2022년 3월~2022년 4월: 윤석열 정부 대통령직인수위원회 정무사법행정분과 전문위원
- 2022년 5월~2022년 6월: 제8회 전국동시지방선거 국민의힘 광주광역시장 후보
- 2022년 8월~2022년 9월: 국민의힘 비상대책위원회 위원
- 2023년 6월~2023년 12월: 국민의힘 당대표 특별보좌역
- 2023년 7월~2024년 3월: 국민의힘 광주광역시당 위원장
- 2024년 3월~2024년 3월: 국민의미래 입당
- 2024년 3월~2024년 7월: 대통령비서실 민생특별보좌관
- 2024년 7월~: 연합자산관리 상임감사

## 역대 선거 결과
| 실시년도 | 선거      | 대수 | 직책 | 선거구     | 정당     | 득표수   | 득표율          | 순위 | 당락 | 비고     |
| -------- | --------- | ---- | ---- | ---------- | -------- | -------- | --------------- | ---- | ---- | -------- |
| 2022년   | 지방 선거 | 14대 | 시장 | 광주광역시 | 국민의힘 | 71,062표 | \| \| 15.90% \| | 2위  | 낙선 | 민선 8기 |
|          | 15.90%    |      |      |            |          |          |                 |      |      |          |